# Circuit de la Sarthe 2022
Il Circuit de la Sarthe 2022, sessantottesima edizione della corsa e valida come prova del circuito UCI Europe Tour 2022 categoria 2.1, si svolse dal 5 all'8 aprile su un percorso di 717,1 km ripartiti in 4 tappe, con partenza da Mamers e arrivo a La Chapelle-Saint-Aubin. La vittoria fu appannaggio dell'olandese Olav Kooij, il quale completò il percorso in 15h49'52", precedendo il francese Benoît Cosnefroy ed il belga Xandro Meurisse.

## Tappe
| Tappa  | Data     | Percorso                                          | km    | Vincitore di tappa | Leader cl. generale |
| ------ | -------- | ------------------------------------------------- | ----- | ------------------ | ------------------- |
| 1ª     | 5 aprile | Mamers > Mamers                                   | 192,3 | Mads Pedersen      | Mads Pedersen       |
| 2ª     | 6 aprile | Le Lude > Le Lude                                 | 174,7 | Olav Kooij         | Mads Pedersen       |
| 3ª     | 7 aprile | Sablé-sur-Sarthe > Sablé-sur-Sarthe               | 176,5 | Mads Pedersen      | Mads Pedersen       |
| 4ª     | 8 aprile | La Chapelle-Saint-Aubin > La Chapelle-Saint-Aubin | 173,6 | Olav Kooij         | Olav Kooij          |
| Totale | Totale   | Totale                                            | 760   |                    |                     |

## Squadre e corridori partecipanti
| N.    | Cod. | Squadra                     |
| ----- | ---- | --------------------------- |
| 1-7   | BBK  | B&B Hotels-KTM              |
| 11-17 | GFC  | Groupama-FDJ                |
| 21-27 | COF  | Cofidis                     |
| 31-37 | EFE  | EF Education-EasyPost       |
| 41-46 | QST  | Quick-Step Alpha Vinyl Team |
| 51-57 | TJV  | Jumbo-Visma                 |
| 61-67 | TFS  | Trek-Segafredo              |
| 71-77 | IGD  | Ineos Grenadiers            |
| 81-87 | TEN  | TotalEnergies               |
| 91-97 | ARK  | Team Arkéa-Samsic           |

| N.      | Cod. | Squadra                          |
| ------- | ---- | -------------------------------- |
| 101-107 | ACT  | AG2R Citroën Team                |
| 111-117 | SVB  | Sport Vlaanderen-Baloise         |
| 121-127 | AFC  | Alpecin-Fenix                    |
| 131-137 | DRA  | Drone Hopper-Androni Giocattoli  |
| 141-147 | BWB  | Bingoal Pauwels Sauces WB        |
| 151-157 | AUB  | St Michel-Auber 93               |
| 161-167 | GRL  | Go Sport-Roubaix Lille Métropole |
| 171-177 | UNA  | Team U Nantes Atlantique         |
| 181-187 | NMC  | Nice Métropole Côte d'Azur       |

## Dettagli delle tappe

### 1ª tappa
- 5 aprile: Mamers > Mamers – 192,3 km

| Pos. | Corridore        | Squadra | Tempo    |
| ---- | ---------------- | ------- | -------- |
| 1    | Mads Pedersen    | Trek    | 4h32'04" |
| 2    | Benoît Cosnefroy | AG2R    | s.t.     |
| 3    | Axel Zingle      | Cofidis | s.t.     |

| Pos. | Corridore        | Squadra | Tempo    |
| ---- | ---------------- | ------- | -------- |
| 1    | Mads Pedersen    | Trek    | 4h31'51" |
| 2    | Benoît Cosnefroy | AG2R    | a 7"     |
| 3    | Axel Zingle      | Cofidis | s.t.     |

### 2ª tappa
- 6 aprile: Le Lude > Le Lude – 174,7 km

| Pos. | Corridore       | Squadra       | Tempo    |
| ---- | --------------- | ------------- | -------- |
| 1    | Olav Kooij      | Jumbo         | 4h01'50" |
| 2    | Mads Pedersen   | Trek          | s.t.     |
| 3    | Lorrenzo Manzin | TotalEnergies | s.t.     |

| Pos. | Corridore        | Squadra | Tempo    |
| ---- | ---------------- | ------- | -------- |
| 1    | Mads Pedersen    | Trek    | 8h33'35" |
| 2    | Benoît Cosnefroy | AG2R    | a 13"    |
| 3    | Axel Zingle      | Cofidis | s.t.     |

### 3ª tappa
- 7 aprile: Sablé-sur-Sarthe > Sablé-sur-Sarthe – 176,5 km

| Pos. | Corridore       | Squadra    | Tempo    |
| ---- | --------------- | ---------- | -------- |
| 1    | Mads Pedersen   | Trek       | 4h04'23" |
| 2    | Kévin Vauquelin | Arkéa      | s.t.     |
| 3    | Mark Cavendish  | Quick-Step | s.t.     |

| Pos. | Corridore        | Squadra | Tempo     |
| ---- | ---------------- | ------- | --------- |
| 1    | Mads Pedersen    | Trek    | 12h37'48" |
| 2    | Kévin Vauquelin  | Arkéa   | a 23"     |
| 3    | Benoît Cosnefroy | AG2R    | s.t.      |

### 4ª tappa
- 8 aprile: La Chapelle-Saint-Aubin > La Chapelle-Saint-Aubin – 173,6 km

| Pos. | Corridore       | Squadra | Tempo    |
| ---- | --------------- | ------- | -------- |
| 1    | Olav Kooij      | Jumbo   | 3h11'34" |
| 2    | Xandro Meurisse | Alpecin | s.t.     |
| 3    | Elia Viviani    | Ineos   | a 15"    |

| Pos. | Corridore        | Squadra | Tempo     |
| ---- | ---------------- | ------- | --------- |
| 1    | Olav Kooij       | Jumbo   | 15h49'52" |
| 2    | Benoît Cosnefroy | AG2R    | a 8"      |
| 3    | Xandro Meurisse  | Alpecin | a 14"     |

### Classifica generale
| Pos. | Corridore          | Squadra   | Tempo     |
| ---- | ------------------ | --------- | --------- |
| 1    | Olav Kooij         | Jumbo     | 15h49'52" |
| 2    | Benoît Cosnefroy   | AG2R      | a 8"      |
| 3    | Xandro Meurisse    | Alpecin   | a 14"     |
| 4    | Jérémy Leveau      | Go Sport  | a 35"     |
| 5    | Axel Zingle        | Cofidis   | a 1'08"   |
| 6    | Elia Viviani       | Ineos     | a 1'09"   |
| 7    | Alexis Renard      | Cofidis   | a 1'15"   |
| 8    | Romain Cardis      | St Michel | a 1'27"   |
| 9    | Thibault Guernalec | Arkéa     | a 1'32"   |
| 10   | Mattia Bais        | Drone     | a 1'49"   |